# Cynaeda gigantea
Cynaeda gigantea is een vlinder uit de familie grasmotten (Crambidae). De wetenschappelijke naam is voor het eerst geldig gepubliceerd in 1871 door Wocke.
De soort komt voor in Europa.